# Filiberto
Filiberto  è un nome proprio di persona italiano maschile.

## Varianti
- Femminili: Filiberta

### Varianti in altre lingue
- Germanico: Filibert[1]
- Francese: Philibert[1], Philbert[1]
- Latino: Filibertus
- Olandese: Filibert[1]
- Tedesco: Filibert[1]
- Altre: Filbert[2]

## Origine e diffusione
Deriva da un nome germanico, latinizzato in Filibertus e giunto all'italiano attraverso il francese. È composto dalle radici filu, "molto", e beraht o berhta, "illustre", "brillante", e vuol dire "molto splendente" o "molto illustre"; ha quindi significato simile ai nomi Mindaugas e Aristocle. La sua diffusione in Italia è legata al fatto di essere un nome tradizionale di casa Savoia.
La forma francese Philibert si è originata per alterazione con il greco φιλος (philos), "amato". Alcune fonti, inoltre, ricollegano a Filiberto il nome Fulberto.

## Onomastico
L'onomastico si festeggia il 20 agosto in memoria di san Filiberto (616 – 684), abate francese, fondatore e delle abbazie di Jumièges, Pavilly e Noirmoutier. Si ricorda con questo nome anche san Filiberto, martire in Spagna assieme a san Fabriziano, il 22 agosto.

## Persone

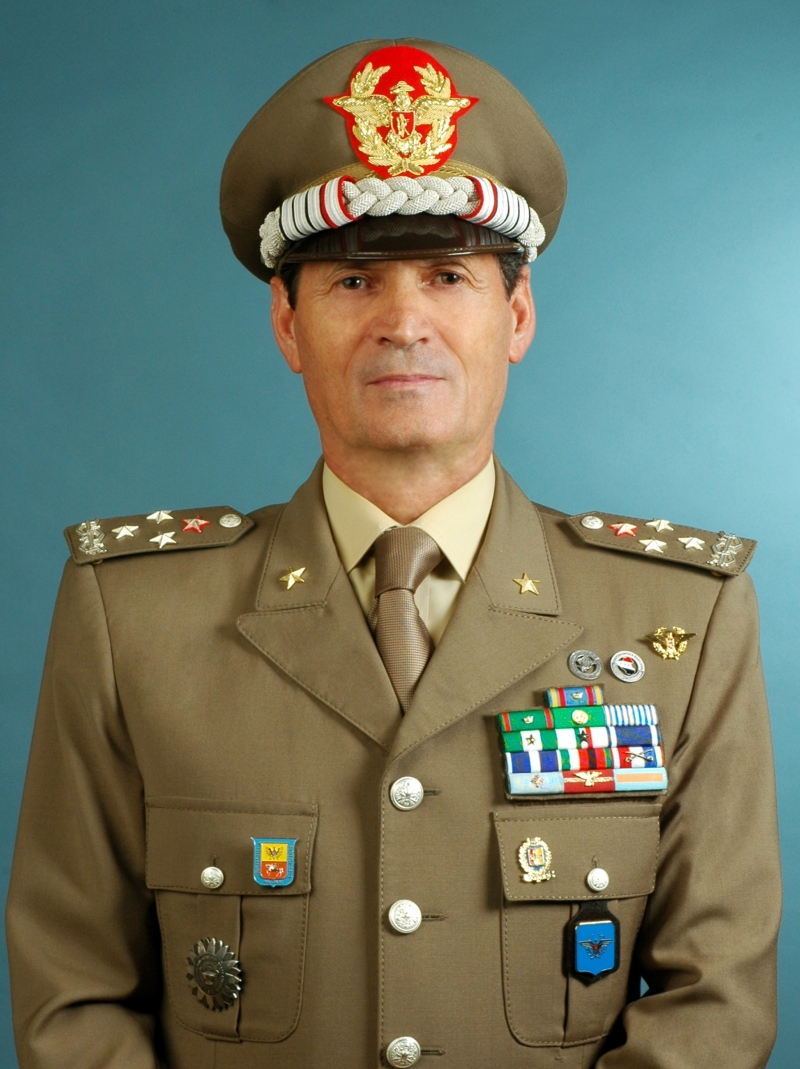
Filiberto Cecchi

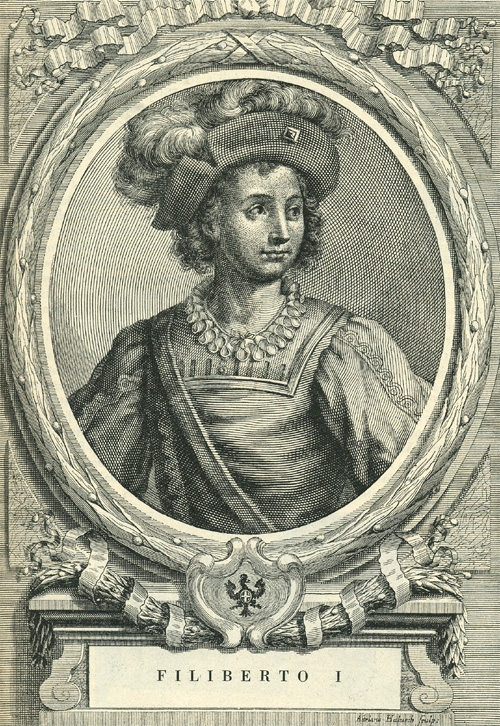
Filiberto I di Savoia

- Filiberto, abate, missionario e santo francese
- Filiberto Avogadro di Collobiano, politico italiano
- Filiberto Castellano, matematico italiano
- Filiberto Cecchi, generale italiano
- Filiberto di Challant, nobile valdostano
- Filiberto di Chalon, condottiero francese, principe di Orange e viceré di Napoli
- Filiberto Ferrero, cardinale e vescovo cattolico italiano
- Filiberto Frescot, ingegnere e politico italiano
- Filiberto Guala, dirigente d'azienda e religioso italiano
- Filiberto Luzzani, presbitero e botanico italiano
- Filiberto Manzo, cestista messicano
- Filiberto Menna, storico dell'arte italiano
- Filiberto Milliet, arcivescovo cattolico italiano
- Filiberto Olgiati, politico italiano
- Filiberto Pingone, storico italiano
- Filiberto Ricciardi, cantante italiano
- Filiberto Rivera, cestista portoricano
- Filiberto Scarpelli, giornalista, disegnatore, umorista e artista italiano
- Filiberto Sbardella, pittore, mosaicista, architetto e partigiano italiano

### Casa Savoia

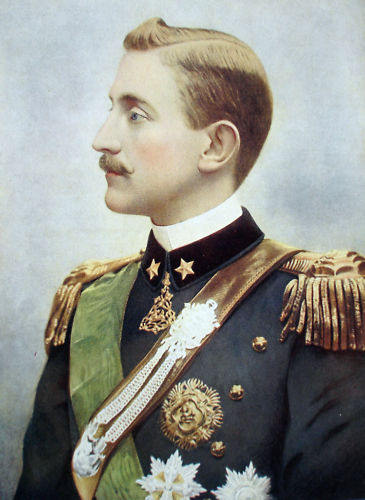
Emanuele Filiberto di Savoia-Aosta

- Filiberto I di Savoia, detto il Cacciatore (1465 – 1482), Duca di Savoia, Principe di Piemonte e Conte d'Aosta, Moriana e Nizza, marito di Bianca Maria Sforza
- Filiberto II di Savoia, detto il Bello (1480 – 1504), Duca di Savoia, Principe di Piemonte, Conte d'Aosta, Moriana e Nizza e Re Titolare di Cipro e Gerusalemme
- Emanuele Filiberto I di Savoia, detto Testa di Ferro (1528 – 1580), Conte di Asti, decimo Duca di Savoia, Principe di Piemonte e Conte d'Aosta, Moriana e Nizza, Re Titolare di Cipro e Gerusalemme
- Emanuele Filiberto di Savoia-Carignano (1628 – 1709), secondo Principe di Carignano
- Emanuele Filiberto di Savoia-Villafranca (1873 – 1933), nobile italiano e Conte di Villafranca
- Emanuele Filiberto di Savoia-Aosta (1869 – 1931), secondo Duca d'Aosta, generale italiano durante la prima guerra mondiale
- Filiberto di Savoia-Genova (1895 - 1990), generale italiano
- Emanuele Filiberto di Savoia (1972-in vita), imprenditore e personaggio televisivo italiano

### Variante Philibert

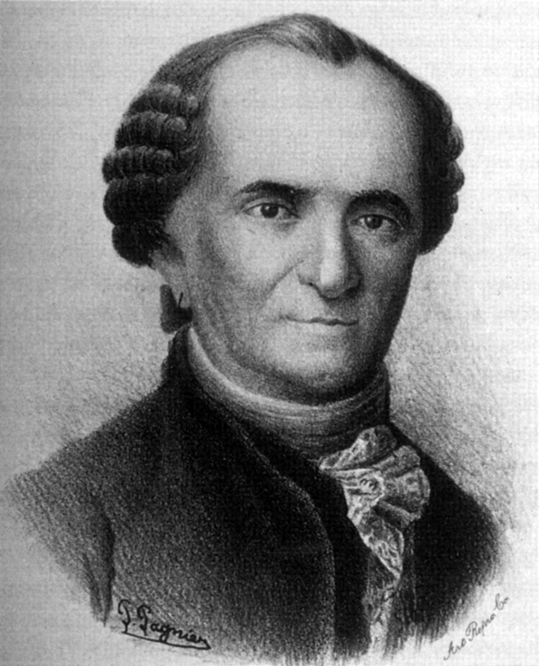
Philibert Commerson

- Philibert Babou de la Bourdaisière, diplomatico e cardinale francese
- Philibert Borie, medico francese
- Philibert Commerson, naturalista francese
- Philibert Delorme, architetto francese
- Philibert de Naillac, Gran Maestro dei Cavalieri Ospitalieri
- Philibert Jacques Melotte, astronomo britannico
- Philibert Orry, politico francese
- Philibert Papillon, abate e letterato francese
- Philibert Smellinckx, calciatore belga
- Philibert Tsiranana, politico malgascio

### Variante Filbert
- Filbert Bayi, atleta tanzaniano

### Variante femminile Filiberta
- Filiberta di Savoia, moglie di Giuliano de' Medici duca di Nemours